# Loricarioidei
Loricarioidei — підряд променеперих риб ряду сомоподібні (Siluriformes). Містить 7 родин, 156 родів та 1187 видів. Ці риби зустрічаються в прісних водоймах Неотропіки, вони населяють Південну Америку, Панаму і Коста-Рику. Представники групи полюбляють населяти швидкоплинні води. Вони спеціальні пристосування для кріплення до дна. Деякі види можуть жити у водоспадах. Ця група включає травоїдних, всеїдних риб і навіть паразитів (Candiru) та ксилофагів (Panaque).